# Живјец
Живјец (пољ. Żywiec) је град у Пољској, у Војводству Шлеском, у Повјату живјецком. Према попису становништва из 2011. у граду је живело 32.448 становника.

## Становништво
Према прелиминарним подацима са пописа, у граду је 2011. живело 32.448 становника.
| 2002.  | 2011.  | 2012.  |
| ------ | ------ | ------ |
| 32.048 | 32.448 | 32.341 |

## Партнерски градови
- Унтерхахинг
- Геделе
- Адур
- Опава
- Риом
- Чадца
- Шорехем на мору